# Ferragus

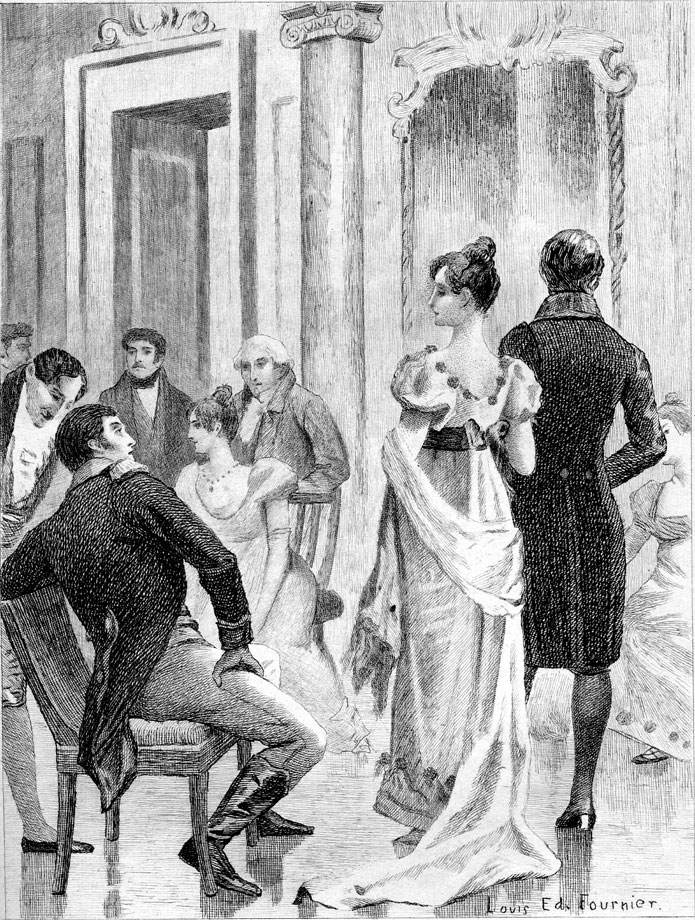
Scena przyjęcia u Delfiny de Nucingen, ilustracja do powieści Ferragus

Ferragus – powieść Honoriusza Balzaka z 1833. W pierwotnych planach autora miała to być pierwsza część trzynastotomowej Historii Trzynastu, poświęconej tajnemu stowarzyszeniu Płomiennych. Ostatecznie Balzak napisał tylko trzy z planowanych powieści, w tym Ferragusa – dzieło poświęcone przywódcy grupy.

## Okoliczności powstania i publikacji utworu
Ogólny koncept cyklu Historia Trzynastu zdaniem Boya Żeleńskiego pochodzi jeszcze z czasów młodości pisarza, gdy nie planował on stworzenia Komedii ludzkiej. Zafascynowany ludzką energią Balzak pisał w listach, iż chciałby zostać członkiem półlegalnej grupy, której członkowie byliby gotowi oferować sobie wszelką pomoc, nawet za cenę łamania prawa i popełniania zbrodni. Grupę taką kilkakrotnie, bez powodzenia, usiłował sformować.
10 marca 1833 Balzak opublikował przedmowę do Historii Trzynastu, która miała nakreślać ogólne ramy utworu i przedstawiać jego głównych bohaterów. Tłumaczył w niej, iż cały cykl ma zostać poświęcony Płomiennym – grupie trzynastu mężczyzn, którzy postanowili, wspierając się bezwarunkowo w każdej sytuacji i łamiąc prawo w razie prywatnej potrzeby, bezwzględnie realizować swoje życiowe cele. Twierdził, że stowarzyszenie przestało już istnieć, a o jego działaniu dowiedział się od jednego z jego byłych członków. 17 marca tego samego roku drukiem ukazała się pierwsza część Ferragusa. Podzielony na cztery części utwór został opublikowany do końca kwietnia 1833, a następnie raz jeszcze w formie książkowej. Za życia autora był wznawiany jeszcze trzy razy, w 1835, 1840 i 1843. Powieść była dedykowana Hektorowi Berliozowi.

## Treść
Młody oficer August de Malincour śledzi zamężną kobietę, w której jest zakochany, Klemencję Desmarets, i dostrzega, że udaje się ona do owianej złą sławą dzielnicy Paryża, wokół ulicy Soly. Kiedy wspomina o tym wydarzeniu w czasie przyjęcia, kobieta twierdzi, że nigdy tam nie była. De Malincour nie wierzy jej jednak i nadal szpieguje każdy krok Klemencji. Przypadkowo spotyka wówczas tajemniczego starca, Ferragusa, i odkrywa zgubiony przez niego bilecik. Wynika z niego, że kobieta imieniem Ida jest zakochana w beznamiętnym, ubranym w łachmany człowieku. August oddaje liścik, co wystarcza, by Ferragus dostrzegł jego zainteresowanie jego osobą.
Wkrótce po tym spotkaniu August omal nie pada ofiarą dziwnych wypadków: najpierw na jego powóz spada kamień, potem zaś ktoś uszkadza jedną z osi w jego kabriolecie. Jego krewny, widam de Pamiers, z pomocą swojego sługi postanawia poznać prawdziwą tożsamość Ferragusa, by pomóc młodzieńcowi. Okazuje się, że człowiek ten nazywa się w rzeczywistości Gracjan Bourignard, stoi na czele tajnego stowarzyszenia Płomiennych, zaś pani Desmarets już wcześniej była z nim w regularnym kontakcie. August postanawia rozwikłać zagadkę ich wzajemnych relacji, a także zdobyć serce kobiety. Wieczorem, w czasie spotkania towarzyskiego, zostaje wyzwany na pojedynek przez margrabiego de Ronquerolles, który omal go nie zabija, a biorąc go za śmiertelnie rannego, stwierdza, że przyczyną walki była Klemencja. Przerażony oficer po wyzdrowieniu udaje się z całą sprawą na policję, gdzie jednak dowiaduje się, że domniemany Ferragus zmarł.
Uspokojony August udaje się na bal, gdzie okazuje się, że tajemniczy mężczyzna żyje i oficjalnie uczestniczy w życiu towarzyskim Paryża jako szlachcic portugalski de Funcal. Spotyka również Klemencję, którą oskarża o chęć zamordowania go. Ich rozmowę dostrzega jej mąż, Julian Desmarets, który zaczyna podejrzewać żonę o niewierność. Spotyka się z Augustem, od którego dowiaduje się o wizytach żony w domu Ferragusa. Po powrocie do domu dostrzega, że Klemencja go oszukuje – wychodzi z domu nawet wtedy, gdy twierdziła, że nie ma takiego zamiaru. Postanawia ją śledzić, nie kryjąc się przed nią ze swoim brakiem zaufania. Kobieta zaczyna chorować ze zgryzoty, nadal jednak odmawia opowiedzenia mu całej historii.
August, śledząc Klemencję w domu, gdzie miała spotkać się z Ferragusem, słyszy ich decydującą rozmowę: kobieta była córką Płomiennego, który wstydził się swojego robotniczego pochodzenia i dlatego ukrywał się przed jej mężem. Postanowił to zmienić dopiero w momencie, gdy zdobył dokumenty zmarłego portugalskiego szlachcica de Funcala i rozpoczął nowe życie pod tym właśnie nazwiskiem. Rozmowę tę słyszy również Julian. Zrozumiawszy bezpodstawność swoich podejrzeń, mężczyzna błaga żonę o wybaczenie, lecz ta po 11 dniach choroby umiera. W tym samym dniu ginie również August, zatruty przez Ferragusa w czasie przyjęcia. Płomienni, zamaskowani, uczestniczą w pogrzebie kobiety, po czym umożliwiają Julianowi realizację ostatniego życzenia – kremacji zwłok żony zamiast chowania ich na komunalnym cmentarzu. Po upływie pewnego czasu wdowiec spotyka w parku na Montparnasse na pół obłąkanego mężczyznę, który całymi dniami przygląda się graczom w bule. Z przerażeniem rozpoznaje z nim złamanego psychicznie po utracie córki Ferragusa.

## Cechy utworu
Ferragus, zdaniem Boya Żeleńskiego, jest doskonałym przykładem pełnego sprzeczności stylu tworzenia Balzaka, łączącego realistyczną obserwację otaczającego go świata i jego wnikliwy opis z romantyczną fantazją, zamiłowaniem do tajemnic i zakulisowych spisków. Źródła tej fascynacji upatruje w ogólnym klimacie epoki (karbonaryzm, twórczość George’a Byrona, wolnomularstwo). Również w tej powieści zasadniczy wątek, oparty na zagadce, życiu pod fałszywym nazwiskiem, skrytobójstwie, łączy się z realistyczną analizą wyglądu cieszących się złą sławą ulic Paryża oraz obyczajów eleganckich salonów stolicy Francji.
Niektóre motywy zawarte w powieści zostały rozwinięte w późniejszych, bardziej cenionych przez krytykę dziełach Balzaka. Bohaterowie powstałego rok później Ojca Goriot, Goriot i Vautrin, stanowią rozwinięcie postaci Ferragusa jako idealnego ojca i gotowego na wszystko przestępcy.

## Recepcja
Ferragus cieszył się ogromnym powodzeniem czytelników, zwłaszcza kobiet, zachwyconych wątkiem miłości małżeńskiej Juliana i Klemencji. W listach do Eweliny Hańskiej pisarz relacjonował jej sukces utworu. Dzieło doczekało się również szeregu entuzjastycznych recenzji w prasie paryskiej.
W 1835 F. Dmochowski opublikował częściowy przekład Ferragusa na język polski, zmieniając tytuł na Po cóż chciał wiedzieć? i usuwając wszystkie elementy tekstu, jakie uznał za komentarze i dygresje odautorskie. Pełny przekład powieści wykonał w 1926 Tadeusz Boy Żeleński.